# Бартас
Нојус Барташка Бартас (26. јун 1996, Каунас) литвански је певач. Представљао је Литванију на Дечјој Песми Евровизије 2010.

## Биографија
Певачку каријеру започео је 2000. Био је члан групе Ca-Ca, а касније и групе Saules Vaikai. Као члан бенда Saules Vaikai учествовао је 2002, 2004. и 2005. на фестивалу Laumes Juosta. Представљао је Литванију на Дечјој Песми Евровизије 2010. у Минску са песмом Oki-Doki.
Његови родитељи су такође певачи.